# Mouriri vernicosa
Mouriri vernicosa là một loài thực vật có hoa trong họ Mua. Loài này được Naudin mô tả khoa học đầu tiên năm 1852.